# Iezerul Latorița
Iezerul Latorița este o arie protejată de interes național ce corespunde categoriei a IV-a IUCN (rezervație naturală de tip mixt), situată în județul Vâlcea, pe teritoriul administrativ al comunei Malaia.

## Localizare
Aria naturală se află în partea vestică a Munților Lătoriței, masiv ce aparține grupei montane Șureanu-Parâng-Lotrului, în bazinul superior al văii Latoriței, la o altitudine medie de 1600 m.

## Descriere
Iezerul Latoriței este lacul glaciar situat la cea mai mică altitudine din țară, 1530 m, are o suprafață de 0,80 hectare și o adâancime de 1,5 m.
Rezervația naturală declarată arie protejată prin Legea Nr.5 din 6 martie 2000 (privind aprobarea Planului de amenajare a teritoriului național - Secțiunea a III-a - zone protejate) se întinde pe o suprafață de 10 hectare și reprezintă zona de obârșie a râului Latorița, cu un relief variat (circuri glaciare, grohotișuri, stâncării, abrupturi) cu lacuri glaciare (lacul Iezerul Latoriței, lacul Violeta), văi, cascade, pajiști și păduri; cu floră și faună specifică Meridionalilor.